# Mass Effect: Legendary Edition
Mass Effect: Legendary Edition ist ein von BioWare entwickeltes Action-Rollenspiel der Computerspielserie Mass Effect, das am 14. Mai 2021 durch Electronic Arts veröffentlicht wurde.
Das Videospiel erschien als eine Remaster-Kompilation von Mass Effect, Mass Effect 2 und Mass Effect 3 für die Systeme Microsoft Windows 10 (64 bit), Xbox One und PlayStation 4. Es ist der Aufwärtskompatibilität wegen auch auf PlayStation 5 und Xbox Series X|S spielbar, wurde aber nicht explizit für die Plattformen entwickelt.
Darüber hinaus beinhaltet das Spiel die 40 DLC-Pakete der Mass-Effect-Trilogie. Für eine Installation benötigt das Spiel 120 GByte Festplattenspeicher. Für eine Installation auf Windows 10 ist eine DirectX-11-kompatible Grafikkarte vorausgesetzt.

## Rezeption
Mass Effect: Legendary Edition hat national und international gute bis sehr gute Bewertungen erhalten.

„Die Legendary Edition von Mass Effect ist zweierlei. Zum einen eine schöne Gelegenheit für alle, die die Originale gespielt haben, um in nostalgischen Erinnerungen zu schwelgen und sie noch einmal in verbesserter Form zu erleben. Zum anderen die perfekte Einstiegsmöglichkeit für alle, die die Trilogie bisher - ob bewusst oder unbewusst - ausgelassen haben. Alle drei Teile mitsamt so gut wie allen DLCs, das ist ein enorm umfangreiches Paket zu einem angemessenen Preis für die Arbeit, die hier hineingeflossen ist.“

„Nach Star Wars: Knights of the Old Republic hat es BioWare mit Mass Effect ein weiteres Mal geschafft, selbst mich als Rollenspiel-Muffel zu begeistern – wobei es sicher geholfen hat, dass schon der erste Teil stark auf Echtzeit-Action gesetzt und die Reihe sich in den Fortsetzungen zunehmend zu einem klassischen Deckungs-Shooter mit (optionalen) Rollenspiel-Elementen entwickelt hat. Die Klasse eines Gears of War erreicht man aber selbst heute nicht - vor allem der erste Teil fühlt sich trotz sinnvoller Remaster-Verbesserungen in den Gefechten immer noch etwas zu hakelig und unausgegoren an.“